# Gare d'Ōmori
La gare d'Ōmori (大森駅, Ōmori-eki) est une gare ferroviaire de la ville de Tokyo au Japon. Elle est située dans l'arrondissement d'Ōta. La gare est gérée par la East Japan Railway Company (JR East).

## Situation ferroviaire
La gare d'Ōmori est située au point kilométrique (PK) 41,7 de la ligne Keihin-Tōhoku.

## Histoire
La gare a été inaugurée le 12 juin 1876.

## Services aux voyageurs

### Accès et accueil
La gare dispose d'un bâtiment voyageurs, avec guichet, ouvert tous les jours.

### Desserte
- Ligne Keihin-Tōhoku :
  - voie 1 : direction Yokohama et Ōfuna
  - voie 2 : direction Tokyo et Ōmiya